# Escuela Nacional de Educación Secundaria Wen-Hua
La Escuela Nacional de Educación Secundaria Wen-Hua en Taichung es una escuela de educación secundaria en Taichung, Taiwán. WHSH es uno de los mejores "Cuatro Escuelas" en Taichung. La escuela es famosa por los cursos de baile, cursos de ciencias y cursos de la humanidad. Hoy hay 60 clases en la escuela.

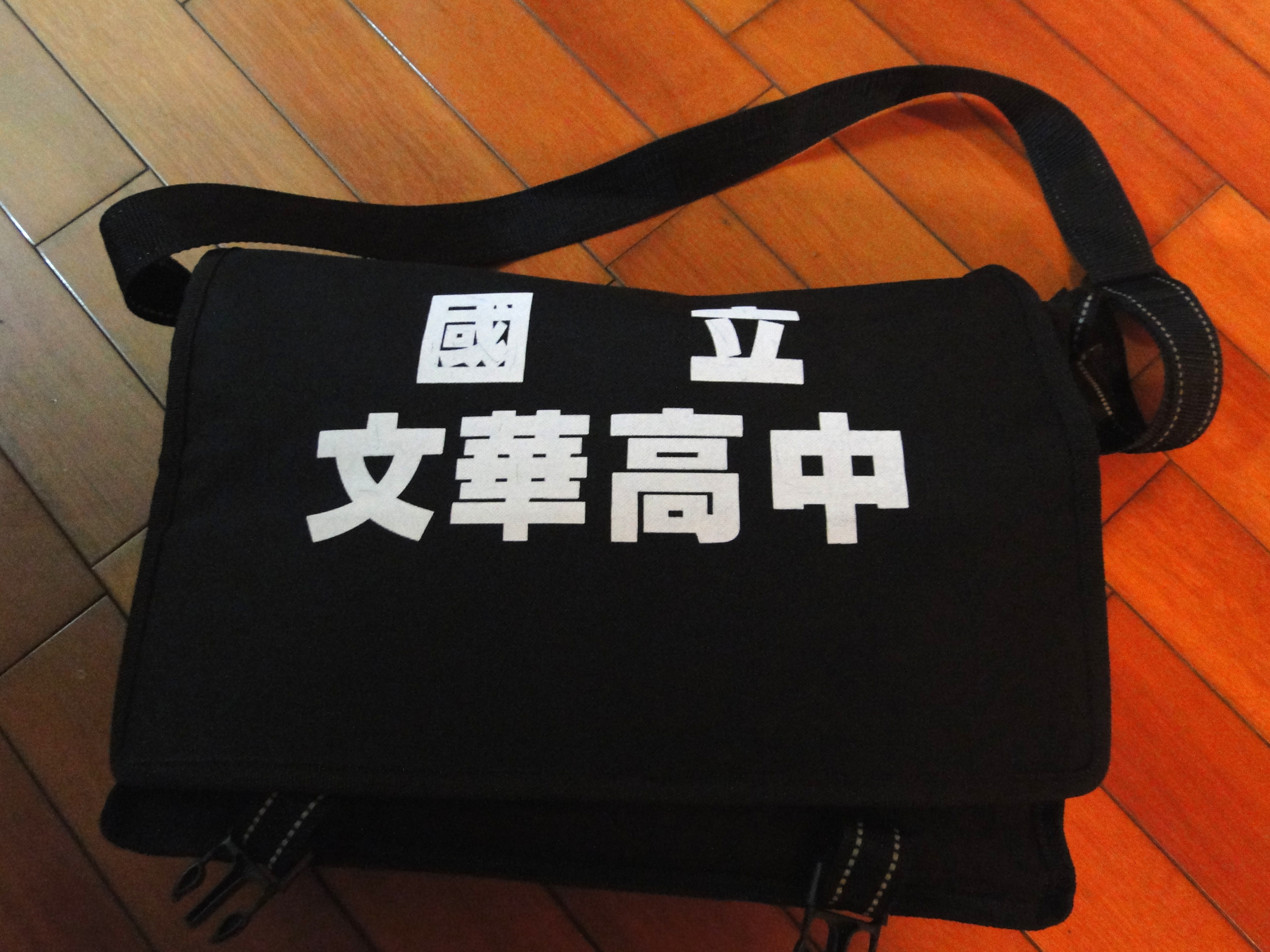
La bolsa de WHSH

## Escuelas hermanas
- Estados Unidos
  - Escuela de Pacific Ridge
- Canadá
  - Escuelas división público de Saskatoon
- Japón
  - Escuela de Educación Secundaria Minoo Osaka